# 建設

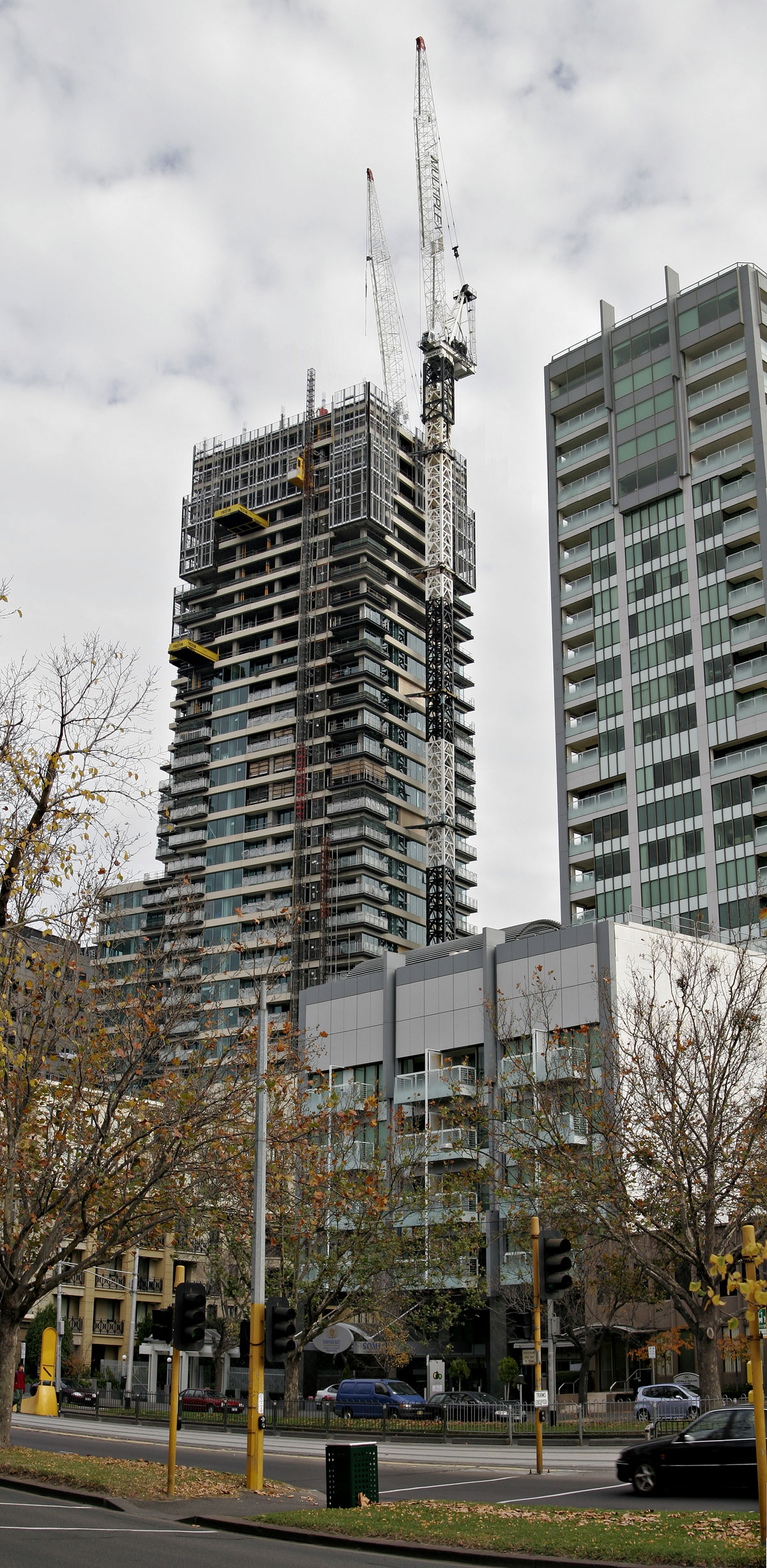
巨大な建設工事

建設（けんせつ、construction コンストラクション）は、建築（architecture）と土木（civil engineering）その他農分野の林業や造園の工事などや、海洋分野やプラント、「電設」という言葉（社団法人日本電設工業協会や住友電設株式会社などでいう電気設備の建設という意味での「電設」）や通信分野のインフラストラクチャーなどの基盤構築の分野の総称。ほか、言葉的には「建設的な意見」などのように積極、能動的なニュアンスが含まれながら使用される。
建築工事業と土木工事業の分野をあわせたものには、「土建」（どけん）という言葉がある。

## 歴史と変遷

### 前史
土木、建築、設計、施工という行為は古くから存在し、法隆寺や四天王寺も土木・建築・設計・施工によって建設されているが、記録には「建設」の表現はないことが知られており、神社仏閣の堂塔宇は「建立」、「創建」と表現される。令制では、木工寮、土工司という2つの役所があり、木工寮は宮中の造営や木材の調達、土工司は製瓦、壁塗り、石灰を焼くことなどを司ったことが知られている。
室町時代から近世にかけては、土木工事に対して「普請」、建築に対して「作事」の語が使用された。徳川幕府では、職制として御普請奉行、小普請奉行、作事奉行、召黒鍬頭などが置かれ、それぞれが城郭や石垣、濠堤や水路橋などの建設工事を担当していた。「普請」は鎌倉時代に禅宗が使った仏教語が語源である。仏閣の堂塔宇を建設するために、信徒たちが寄進行為として労役に従事することを意味している。「普」は「全て」を意味し「請」は「保証して引きうける」ことを意味する。「保証する」とか「必ず守る」という意味で「請け合う」という言い方が昭和30年代（1955年-1965年）まで日常の会話に使われていた。その請は工事の完成を保証すること、つまり「請負」であり、普請の原義は全ての工事を請負うこと、である。江戸時代に使われた普請の語は、村人たちが協働で作業にあたった名残りと学者の間で指摘されているが、現在でも道普請、屋根普請、安普請という具合に使用されている。このことから建設（修繕、模様替も含まれる）とは端的にいえば互助活動や相互扶助、自治として社会基盤の整備の労力や資金の提供を求める事をさした。
「土木」の語については、古代中国で春秋時代を扱った中国の史書『国語』「晋語九」に「今土木勝」と記された例や、『淮南子』に「築土構木」と記された例が知られているが、これらから「土木」という語が生じたことを示す証拠は見つかっていない。一方、日本では、承和7年（840年）に完成した『日本後紀』が初出である。

### 「建設」の使用
「建設」は、土木や建築に限らず、新たに作ることを意味した。1883年の『経国美談』での「高等裁判所を建設しある地なり」のように建築に用いた例もあるが、『公議所日誌』の「明治二年五月」の項の「自首律を建設し」のように土木・建築以外に用いられた例も知られている。
明治に入り政府は太政官のもとに内務省を設置し、土木寮を置く。土木寮は土木局に改称され、第二次大戦後、内務省土木局は後に置かれた都市計画局と合併し国土局と再改称されていた。その後、内務省解体により国土局が独立して1948年（昭和23年）1月1日に発足した建設院（後の建設省。現・国土交通省の前身の一つ）が「建設」の付く名称を名乗った。
一方、民間では政府機関に先んじて、1946年（昭和21年）に大倉土木組が「建設」の語を採用して大成建設に改称している。同社では、「建設」という語は建築と土木の両方を表す新語として英語の"construction"から訳出したもので、同社が初めて社名に採用したとしている。
その後、「組」から「建設」への社名変更が盛んになり、続いて建設業、建設業界の表現も生まれた。この頃に「建設」に土木と建築を併せ持つ概念が定着。建設のつく名称・用語は、建設事業、建設工事、建設技術、建設法規、建設会社、建設部、建設事務所、建設マネジメント等へと広がった。例えば、月刊誌「建設物価」誌は1952年（昭和27年）に創刊されており、その発行元は1955年（昭和30年）に名称を建設物価調査会としている。

## 建設事業と建設工事

### 建設事業
建設事業とは、建工事を伴う社会基盤の整備をさす。

### 建設工事
現在において、建築工事と土木工事は、企業や管轄行政、法律において重複したり区分が違う場合がある。
鉄塔などである高さが備わるもの、ダムなどに備わるエレベーターシャフトや排水機場の施設建屋、衛生管理処理施設（汚水処理場など）、樋門の管理建屋など、また地下街など、屋根がついていて、人が中に入ることができる工作物に関しては、建築基準法による「建築物」にあたるため、工事区分や行政の取り扱いは土木工事であっても、また土木構造物の範疇であっても一定の規模なら建築確認申請が必要になり、建築士が設計に当たる必要がある。土木構造物の設計自体は建設コンサルタントが担当する。工事区分や行政の取り扱いは土木工事である。また基礎工事は建築、土木ともに重要でありほとんど全ての工事に伴うが、工事区分としては土木工事である。
建設業法による建設工事区分